# Claire Merritt Ruth

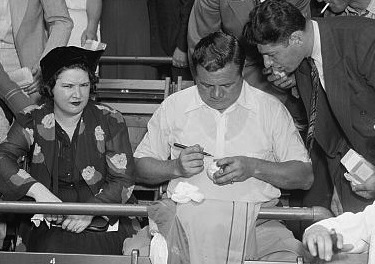
Claire y Babe Ruth en 1937, dos años después de su retirada del béisbol

Claire Merritt Hodgson Ruth, nacida como Clara Mae Merritt (11 de septiembre de 1900 – 25 de octubre de 1976), era nativa de Athens, Georgia, Estados Unidos, y es famosa sobre todo por haber sido la segunda esposa de Babe Ruth.

## Biografía
El primer marido de Claire, Frank Hodgson, murió el 16 de febrero de 1921, dejándola con una hija, Julia. Conoció a Ruth en 1923. Ruth aún estaba casado con Helen Woodford, su primera esposa, en ese momento. Woodford murió en un incendio doméstico en enero de 1929, y Ruth y Hodgson se casaron ese 17 de abril, permaneciendo juntos hasta la muerte de Ruth en 1948.
En años posteriores, señaló su responsabilidad, en parte, por la mala relación entre su marido y su compañero de equipo Lou Gehrig. Según Claire, la madre de Gehrig indicó que la hija adoptiva de los Ruth, Dorothy, no vestía tan bien como la hija biológica de Claire, Julia; cuando Ruth fue informado de ello, exigió airadamente que Gehrig no volviera a dirigirle la palabra fuera del campo de béisbol. Ruth y Gehrig no se reconciliaron hasta el día del famoso discurso de Gehrig "Soy el hombre más afortunado sobre la faz de la tierra" en 1939. Más tarde, Claire admitió que había exagerado y, disculpándose, aceptó toda la responsabilidad por la ruptura entre los dos jugadores, que, sin embargo, tuvo muchas otras causas además de la indicada por Claire.

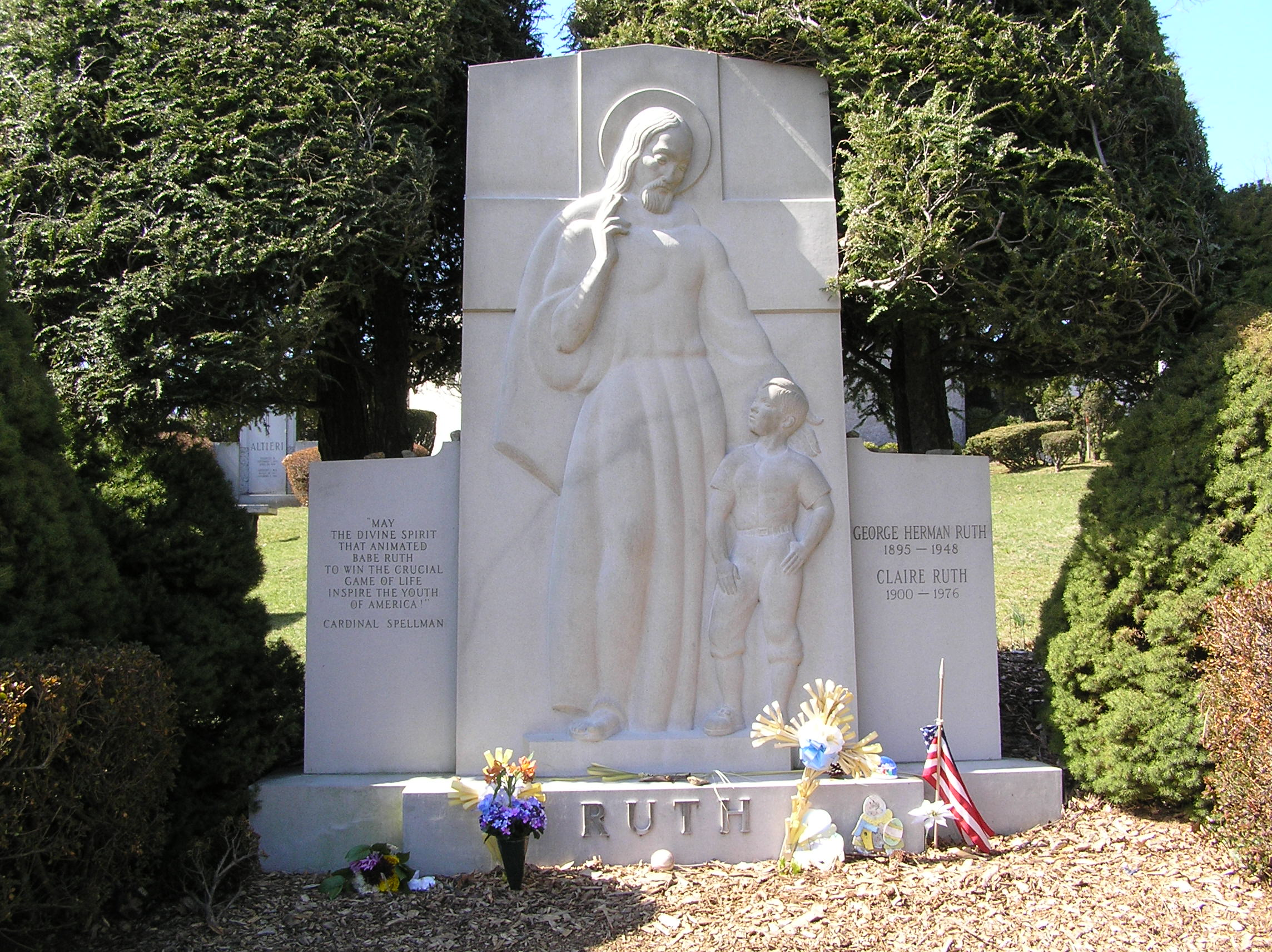
La tumba de Claire Ruth

Claire vivió para ver cómo se batían dos de los récords más famosos de Ruth: el de 60 jonrones en una temporada, superado por Roger Maris en 1961, y el de 714 jonrones en su carrera, batido por Hank Aaron en 1974. En sus últimos años de vida, a veces asistía a partidos en los que jugaba Aaron, y apoyaba su esfuerzo. Ruth fue citado diciendo: "Babe amaba mucho el béisbol; sé que apoyaba a Hank Aaron para que batiera su récord".
Mrs. Ruth fue interpretada por Claire Trevor en la película de 1948 The Babe Ruth Story, por Lisa Zane en el telefilm de 1991 Babe Ruth, por Kelly McGillis en la película de 1992 The Babe, y por Renee Taylor en 61*.
Claire Ruth está enterrada junto a su esposo en el Gate of Heaven Cemetery de Hawthorne, Nueva York. En la inscripción de la lápida figura como año de nacimiento 1900, en lugar de 1897.